# Тур Азербайджана 2012
Тур Азербайджана памяти Гейдара Алиева (азерб. Heydər Əliyevin xatirəsinə həsr olunmuş Azərbaycan veloturu) — международная велосипедная гонка в категории 2.2, до 23 лет, проводившаяся под эгидой Континентального тура Международного союза велосипедистов (UCI) в Азербайджане с 9 по 13 мая 2012 года и посвященная памяти Гейдара Алиева. Первая в истории азербайджанского спорта профессиональная велогонка, в которой соревновались 20 команд из 17 стран, состоящие из шести спортсменов каждая.

## Первый этап
По итогам первого этапа, проходившего 9 мая в Баку, победительницей среди мужских команд стала российская команда «Итера Катюша». Второе место заняла команда из Казахстана, а третье — Германии. По итогам же женской гонки первое место заняла азербайджанская спортсменка Елена Чалых, которая будет представлять Азербайджан на летних Олимпийских играх в Лондоне.

## Второй этап
Второй этап тура прошёл на дистанции 176 километров от Баку до Исмаиллы, его победителем стал Диего Рубио Эрнандес (Испания), представляющий команду Diputación de Àvila. Лидером же в общей классификации стал алжирец Юсиф Региги, выступающий за команду Centre Mondial du Cyclisme.
- Майка лидера (синяя): Юсиф Региги (Алжир), команда Centre Mondial du Cyclisme
- Спринтерская майка (зелёная): Диего Рубио Эрнандес (Испания), команда Diputación de Àvila
- Горная майка (красная): Бахтияр Кожатаев (Казахстан), сборная Казахстана
- Майка «Страна огней»: Гурбан Тагиев (Азербайджан), Сумгаитский спортклуб
- Командное первенство: Centre Mondial du Cyclisme

## Итоговое положение
| \| Генеральная классификация \| Генеральная классификация \| Генеральная классификация \| Генеральная классификация \| Генеральная классификация \| \| Гонщик \| Гонщик \| Команда \| Время \| \| \| ------------------------- \| ------------------------- \| ------------------------------------ \| ------------------------- \| ------------------------- \| \| 1-й \| Юсеф Региги \| Groupement Sportif Pétrolier Algérie \| 14ч 59' 05 \| \| \| 2-й \| Кирилл Яцевич \| \| + 45 \| \| \| 3-й \| Бахтияр Кожатаев \| \| + 50 \| \| \| 4-й \| Диего Рубио \| \| + 52 \| \| \| 5-й \| Николас Даугалл \| \| + 55 \| \| \| 6-й \| Эмануэль Бухман \| Specialized Concept Store \| + 56 \| \| \| 7-й \| Владимир Джюс \| ISD-Lampre Continental \| + 1' 08 \| \| \| 8-й \| Florian Gaugl \| \| + 1' 32 \| \| \| 9-й \| Роман Катырин \| \| + 2' 32 \| \| \| 10-й \| Максим Васильев \| ISD-Lampre Continental \| + 3' 38 \| \| |                  |                                      |            |
| |                  |                                      |            |
| Источник: ProCyclingStats |                  |                                      |            |
| Генеральная классификация |                  |                                      |            |
| Гонщик | Гонщик           | Команда                              | Время      |
| 1-й | Юсеф Региги      | Groupement Sportif Pétrolier Algérie | 14ч 59' 05 |
| 2-й | Кирилл Яцевич    |                                      | + 45       |
| 3-й | Бахтияр Кожатаев |                                      | + 50       |
| 4-й | Диего Рубио      |                                      | + 52       |
| 5-й | Николас Даугалл  |                                      | + 55       |
| 6-й | Эмануэль Бухман  | Specialized Concept Store            | + 56       |
| 7-й | Владимир Джюс    | ISD-Lampre Continental               | + 1' 08    |
| 8-й | Florian Gaugl    |                                      | + 1' 32    |
| 9-й | Роман Катырин    |                                      | + 2' 32    |
| 10-й | Максим Васильев  | ISD-Lampre Continental               | + 3' 38    |